# Rudolf Kramář
Rudolf Kramář (29. září 1930 Řásná – 20. srpna 2019 Praha) byl český kardiochirurg, jeden ze čtyř chirurgů odběrového týmu, kteří se účastnili první úspěšné transplantace srdce v Československu v roce 1984.
Po studiích na reálném gymnázium v Benešově u Prahy pokračoval na Fakultě vnitřního lékařství UK, kde v roce 1956 promoval. Ve stejném roce nastoupil na chirurgii do nemocnice v Litoměřicích. V roce 1962 přešel do Ústavu klinické a experimentální chirurgie v Thomayerově nemocnici. V roce 1971 stál u zrodu Institutu klinické a experimentální medicíny (IKEM). Zpočátku se věnoval cévní, později také kardiovaskulární a transplantační chirurgii.